# 邱茂良
邱茂良（1913年—2002年），男，浙江龙游人，中国针灸学家，曾任南京中医学院教授、博士生导师，第六、七届全国政协委员。